# Guillaume Neeffs
Guillaume Neeffs (au nom latinisé en Guilielmus Nepotis ou Guillielmus Naevius) était un canoniste, un chanoine et le premier recteur de l'Université de Louvain.

## Biographie
Maître ès art et bachelier en droit canon, Neeffs devient écolâtre de Louvain, doyen du chapitre de la collégiale Saint-Pierre et chef de l'instruction à Louvain.
Le duc Jean IV de Brabant avait décidé de fonder une université dans son duché et ce fut Neefs qui fut choisi pour négocier et faire confirmer la fondation d'une université à Louvain par le pape Martin V, et il est député par Jean IV de Brabant à cet effet auprès du souverain pontife. Neeffs mène à bien sa mission rapporta alors la bulle d'approbation pontificale le 25 avril 1426.
Malgré l'opposition du chapitre de Saint-Pierre, Neeffs devient le premier recteur magnifique de l'Université de Louvain.
Les premiers professeurs y furent envoyés des universités de Paris et de Cologne et l'Université fut ouverte solennellement en septembre 1426.